# Gaio Cestio Gallo
Gaio Cestio Gallo (latino: Gaius Cestius Gallus; ... – 67) è stato un politico e militare romano coinvolto nella prima guerra giudaica (66-70).

## Biografia
Figlio di un console e console suffetto a sua volta nel 42, fu nominato legatus Augusti pro praetore di Siria nel 63 o 65.
Quando in Giudea scoppiò la prima guerra giudaica, Gallo decise di recarsi lì con le proprie truppe, che includevano la Legio XII Fulminata; conquistò Beit She'arim, sede del Sinedrio (la somma corte politico-religiosa ebraica), ma inspiegabilmente non fu in grado di riprendere Gerusalemme: Giuseppe Flavio racconta infatti che la città fosse sul punto di essere espugnata e i ribelli fossero ormai in fuga mentre la popolazione, stremata dalle continue lotte interne, si preparava ad accogliere Cestio Gallo come un benefattore. Ciononostante il generale romano, all'improvviso e senza alcuna ragione apparente (sempre Giuseppe Flavio riferisce che non aveva subito alcuna sconfitta), semplicemente "sloggiò dalla città".
Durante un ripiegamento cadde in una imboscata tesagli da Eleazar ben Simon (Lazzaro figlio di Simone) a Bethoron: nello scontro perse quasi l'intera legione (6000 uomini). Durante la ritirata fu inseguito dalle forze nemiche, che lo circondarono: riuscì a sfuggire e a ripararsi ad Antiochia solo perdendo molti uomini e molto materiale.
Gallo morì poco dopo, agli inizi del 67: l'imperatore Nerone lo sostituì con Gaio Licinio Muciano (che divenne legato di Siria) e con Vespasiano, che fu incaricato di annientare i rivoltosi in Giudea.